# Erinne Willock
Erinne Willock (nascida em 16 de outubro de 1981) é uma ciclista profissional canadense que compete em provas de ciclismo de estrada. Ela representou o Canadá nos Jogos Olímpicos de Verão de 2008 em Pequim, onde terminou na trigésima sétima posição competindo na prova de estrada individual.